# Сан Джусто Канавезе
Сан Джу̀сто Канавѐзе (на италиански: San Giusto Canavese; на пиемонтски: Zerb, Дзерб) е малък град и община в Метрополен град Торино, регион Пиемонт, Северна Италия. Разположен е на 264 m надморска височина. Към 1 януари 2020 г. населението на общината е 3312 души, от които 252 са чужди граждани.